# .tel
.tel – domena najwyższego poziomu zaakceptowana przez Internet Corporation for Assigned Names and Numbers (ICANN). Przeznaczona dla "internetowych usług telekomunikacyjnych", wprowadzona jako dodatek dla tradycyjnej przestrzeni numeracyjnej dla usług telekomunikacyjnych (np. numerów telefonów). Domena jest sponsorowana przez firmę Telnic Limited. Na stan z maja 2006 domena została zaakceptowana i dodana do systemu DNS, przez co jest gotowa do uruchomienia. 24.03.2009 (po wcześniejszych fazach Sunrise i Landrush) domena stała się dostępna dla wszystkich.